# Firepower (filme)
Firepower (br: Poder de Fogo) é um filme de suspense britânico de 1979, dirigido por Michael Winner e estrelado por Sophia Loren, James Coburn, O. J. Simpson e Eli Wallach. Foi o último filme da carreira do ator Victor Mature. O filme foi mal recebido por críticos que se opuseram ao seu roteiro complicado, embora as atuações e os locais de filmagem tenham sido geralmente elogiados. 

## Elenco
- Sophia Loren como Adele Tasca
- James Coburn como Jerry Fanon/Eddie
- O. J. Simpson como Catlett
- Eli Wallach como Sal Hyman
- Anthony Franciosa como Dr. Charles Felix
- George Grizzard como Leo Gelhorn
- Vincent Gardenia como Frank Hull
- Victor Mature como Harold Everett
- Jake LaMotta como Nickel Sam
- Hank Garrett como Oscar Bailey
- George Touliatos como Karl Stegner
- Conrad Roberts como Lestor Wallace
- Billy Barty como Dominic Carbone
- Jake LaMotta como Nickel Sam
- Vincent Beck como Trilling
- Dominic Chianese como Orlov
- Andrew Duncan como Del Cooper
- Paul D'Amato como Tagua

## Produção
Firepower reescrito consideravelmente por Bill Kerby. Em 1977, O. J. Simpson mencionou em uma entrevista que um de seus próximos projetos era um filme do produtor Carlo Ponti com Terence Hill.
Segundo o Los Angeles Times, a atriz Sophia Loren recebeu US$ 1 milhão para protagonizar o filme.
Firepower foi filmado em Curaçao, Santa Lúcia, Antígua, no Brooklyn, Nova Jersey, Nova York, Miami, Flórida, e Key Largo na Flórida.
O diretor Michael Winner disse que o personagem Karl Stegner foi baseado em Howard Hughes e Robert Vesco.
Victor Mature fez uma participação especial a pedido do diretor Michael Winner, esse foi seu último filme. 